# Bastia
Bastia (korziško in italijansko [basˈtiːa], francosko [basˈtja], latinsko Mantinum) je pristaniško mesto in občina v jugovzhodni francoski regiji - otoku Korziki, prefektura departmaja Haute-Corse. Leta 2019 je mesto imelo 48.503 prebivalcev.

## Geografija
Kraj leži ob severovzhodni obali Korzike, na začetku rta Cap Corse. Bastia je glavno pristanišče in trgovsko središče otoka.

## Uprava
Bastia je sedež štirih kantonov od reorganizacije francoskih kantonov, ki je začela veljati marca 2015:
- Canton de Bastia-1 (del občine Bastia), Ville-di-Pietrabugno
- Canton de Bastia-2 (del občine Bastia),
- Canton de Bastia-3 (del občine Bastia),
- Canton de Bastia-4 (del občine Bastia), Furiani

Mesto je prav tako sedež okrožja, v katerega so poleg njegovih vključeni še kantoni Borgo, Capobianco, Sagro-di-Santa-Giulia in San-Martino-di-Lota z 79.469 prebivalci.

## Zgodovina
Prvotno se je naselbina imenovala Cardo in je imela manjše ribiško pristanišče le port de Cardo, danes mestna četrt. V času okupacije otoka s strani Genovske republike je bližnji zaliv postal pomembno zatočišče ladjevja pred viharji. Leta 1380 je bila pod guvernerjem Lomellinijem zgrajena močna utrdba - bastiglia. S časom je bastiglia (Bastia) postala glavno mesto Korzike, ki ga je držala vse do francoske revolucije leta 1791, ko ga je prevzel Ajaccio.

## Zanimivosti
Bastia je na seznamu francoskih umetnostno-zgodovinskih mest.
- Marijina cerkev, stara katedrala, zgrajena konec 15. stoletja, prenovljena v začetku 17. stoletja; za cerkvijo se nahaja starejša kapela sv. Križa,
- cerkev Janeza Krstnika iz leta 1583 v bližini starega pristanišča, z veličastnim klasicističnim pročeljem in baročno notranjostjo iz 18. stoletja,
- kapela Marijinega brezmadežnega spočetja iz leta 1611,
- otoški muzej musée de la Corse,
- nekdanja palača genovskih guvernerjev, danes etnografski muzej,
- trdnjava z donjonom in zvonikom iz 16. stoletja,
- trg la place Saint-Nicolas.

## Pobratena mesta
- Erding (Bavarska, Nemčija),
- Viareggio (Toskana, Italija).